# Razor
Razor je hora ve Slovinsku, která je součástí občiny Kranjska Gora. Měří 2601 m a je šestou nejvyšší horou Slovinska. Prominence dosahuje 332 m. Hora má tvar pyramidy. Sousední horou je Prisojnik.
Prvovýstup na Razor uskutečnil v roce 1842 německý botanik Otto Sendtner. Prochází jím Slovinská horská stezka, na Razoru je šest horských chat, z nichž nejznámější je Pogačnikov dom v nadmořské výšce 2050 m. Nejsnazší přístup na vrchol je z průsmyku Vršič. Vrchol je proslulý působivými výhledy, Julius Kugy označil Razor za krále Julských Alp.
Vrchol je pod sněhem od listopadu do června.